# Electrodinàmica quàntica
L'electrodinàmica quàntica (EDQ, o QED de l'anglès quantum electrodynamics) és la teoria quàntica del camp electromagnètic, part de la teoria quàntica de camps. Va començar a desenvolupar-se a la darreria dels anys 1920 i descriu com interaccionen els electrons, positrons i fotons.
L'electrodinàmica quàntica descriu de manera matemàtica tots els fenòmens que impliquen les partícules elèctricament carregades i que actuen per mitjà de l'intercanvi de fotons. Actualment és la teoria més exacta que hi ha en física i prediu de forma extremadament exacta magnituds com el moment magnètic anòmal de l'electró i el muó o el desplaçament Lamb dels nivells d'energia de l'hidrogen.
Matemàticament, l'electrodinàmica quàntica té l'estructura d'una teoria de gauge abeliana amb un grup circular U(1). El camp de gauge que intervé en la interacció entre camps carregats d'espín 1/2 és el camp electromagnètic.
En termes tècnics, l'electrodinàmica quàntica pot ser descrita com la teoria de la pertorbació de l'estat buit electromagnètic. Richard Feynman la va anomenar "la joia de la física" per les seves prediccions extremadament precises de quantitats com el moment magnètic anòmal de l'electró i el desplaçament de Lamb dels nivells d'energias de l'hidrogen.:Ch1

## Història

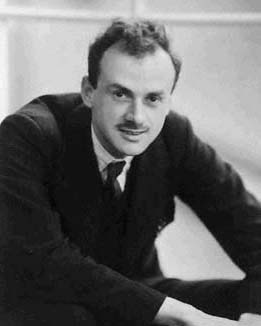
Paul Dirac.

La primera formulació d'una teoria quàntica descrivint la interacció entre la radiació i la matèria s'atribueix al científic britànic Paul Dirac, que durant la dècada de 1920 va ser capaç de calcular el coeficient d'emissió espontània d'un àtom.
Dirac va descriure la quantificació del camp electromagnètic com un conjunt d'oscil·ladors harmònics amb la introducció del concepte d'operadors de creació i aniquilació de partícules. En els anys següents, amb contribucions de Wolfgang Pauli, Eugene Wigner, Pascual Jordan, Werner Heisenberg i una elegant formulació d'electrodinàmica quàntica d'Enrico Fermi, els físics van arribar a creure que, en principi, seria possible realitzar qualsevol càlcul per a qualsevol procés físic que inclogués fotons i partícules carregades. Tanmateix, estudis posteriors de Felix Bloch amb Arnold Nordsieck i Victor Weisskopf, el 1937 i 1939 respectivament, van revelar que aquests càlculs només eren fiables en un primer ordre de la teoria de la perturbació, un problema ja assenyalat per Robert Oppenheimer. En ordres superiors de la sèrie van sorgir infinits, fent que aquests càlculs no tinguessin sentit i posant seriosos dubtes sobre la consistència interna de la pròpia teoria. Sense cap solució per a aquest problema coneguda en aquell moment, semblava que existia una incompatibilitat fonamental entre la relativitat especial i la mecànica quàntica.

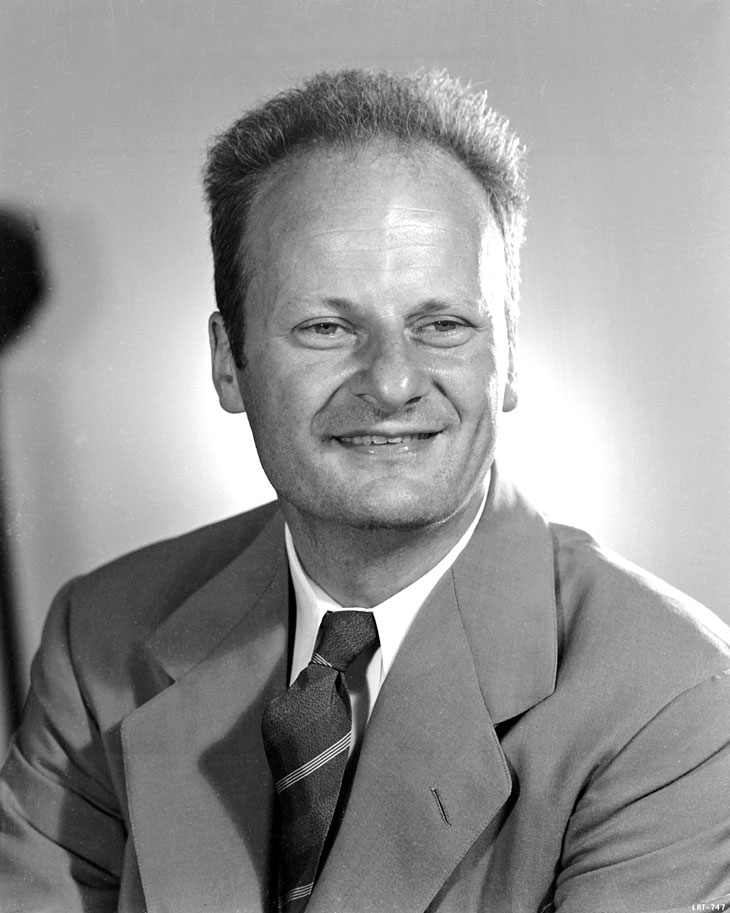
Hans Bethe.

Les dificultats amb la teoria van augmentar fins a finals de la dècada de 1940. Les millores en la tecnologia del microones van permetre prendre mesures més precises del canvi dels nivells d'un àtom d'hidrogen, ara conegut com a desplaçament de Lamb i moment magnètic de l'electró. Taquests experiments van exposar discrepàncies que la teoria no podia explicar.
Una primera indicació d'una possible sortida la va donar Hans Bethe el 1947, després d'assistir a la Conferència de Shelter Island, Nova York. Mentre viatjava en tren des de la conferència a Schenectady, va fer el primer càlcul no relativista del desplaçament de les línies de l'àtom d'hidrogen mesurat per Lamb i Retherford. La idea era simplement adjuntar infinits a les correccions de massa i càrrega que en realitat es fixaven a un valor finit mitjançant experiments. D'aquesta manera, els infinits s'absorbeixen en aquestes constants i donen un resultat finit en bona concordança amb els experiments. Aquest procediment es va anomenar renormalització.

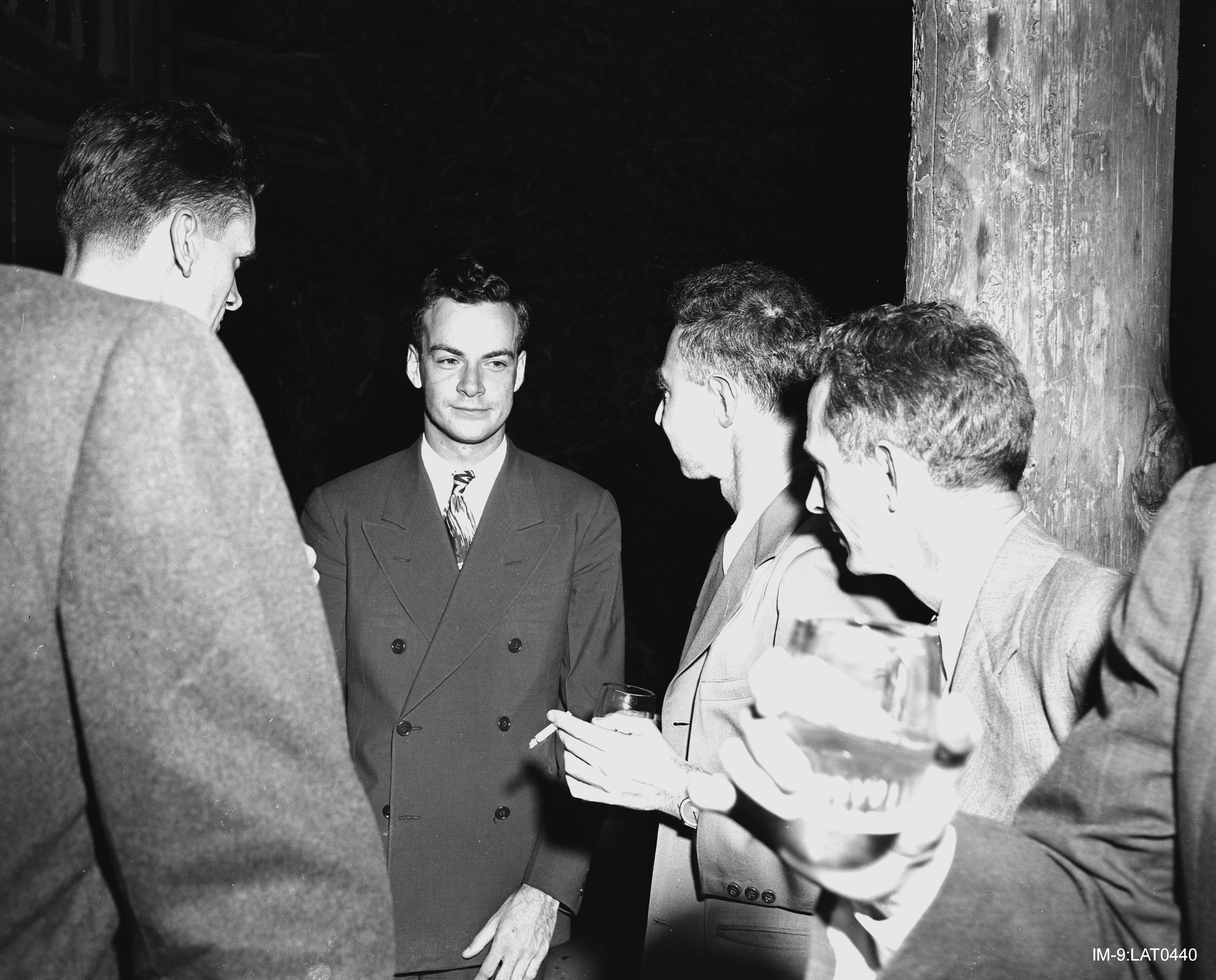
Feynman (centre) i Oppenheimer (dreta) a Los Alamos.

Basat en la intuïció de Bethe i articles fonamentals sobre el tema per Shin'ichirō Tomonaga, Julian Schwinger, Richard Feynman i Freeman Dyson, finalment va ser possible obtenir formulacions completament de invariància que fossin finites en qualsevol ordre en una sèrie de pertorbacions d'electrodinàmica quàntica. Shin'ichirō Tomonaga, Julian Schwinger i Richard Feynman van ser guardonats conjuntament amb el Premi Nobel de Física de 1965 pel seu treball en aquesta àrea. La tècnica matemàtica de Feynman, basada en els seus diagrames, inicialment semblava molt diferent de l'enfocament teòric de camp, basat en operador de Schwinger i Tomonaga, però Freeman Dyson més tard va demostrar que els dos enfocaments eren equivalents. La renormalització, la necessitat d'adjuntar un significat físic a determinades divergències que apareixen a la teoria a través de les integrals, s'ha convertit posteriorment en un dels aspectes fonamentals de la teoria quàntica de camps i ha arribat a ser vist com un criteri per a l'acceptabilitat general d'una teoria. Tot i que la renormalització funciona molt bé a la pràctica, Feynman mai es va sentir del tot còmode amb la seva validesa matemàtica, fins i tot referint-se a la renormalització com a "joc de shell" i "hocus pocus".:128
QED ha servit com a model i plantilla per a totes les teories de camp quàntiques posteriors. Una d'aquestes teories posteriors és la cromodinàmica quàntica, que va començar a principis de la dècada de 1960 i va assolir la seva forma actual en els treballs de la dècada de 1970 de David Politzer, Sidney Coleman, David Gross i Frank Wilczek. Basant-se en el treball pioner de Schwinger, Gerald Guralnik, Dick Hagen i Tom Kibble, Peter Higgs, Jeffrey Goldstone i altres, Sheldon Glashow, Steven Weinberg i Abdus Salam van mostrar de manera independent com la força nuclear feble i l'electrodinàmica quàntica es podrien fusionar en una sola força electrofeble.

## Formulació matemàtica

### Acció QED
Matemàticament, QED és una teoria de gauge abeliana amb el grup de simetria U(1), definit a l'espai de Minkowski (pla espai-temps). El camp de gauge, que mesura la interacció entre els camps carregats espin-1/2, és el camp electromagnètic.
El QED Lagrangià per a un camp d'espin-1/2 que interactua amb el camp electromagnètic en unitats naturals dona lloc a l'acció
:78
| QED Action {\displaystyle S_{\text{QED}}=\int d^{4}x\,\left[-{\frac {1}{4}}F^{\mu \nu }F_{\mu \nu }+{\bar {\psi }}\,(i\gamma ^{\mu }D_{\mu }-m)\,\psi \right]} |
on
- {\displaystyle \gamma ^{\mu }} són matrius Dirac.
- {\displaystyle \psi } un camp bispinor de partícules espin-1/2 (e.g. camp electró-positró).
- {\displaystyle {\bar {\psi }}\equiv \psi ^{\dagger }\gamma ^{0}}, anomenat "psi-bar", de vegades es coneix com a Adjunt de Dirac.
- {\displaystyle D_{\mu }\equiv \partial _{\mu }+ieA_{\mu }+ieB_{\mu }} és la derivada covariant gauge.
  - e és la constant d'estructura fina, igual a la càrrega elèctrica del camp bispinor.
  - {\displaystyle A_{\mu }} és la invariància quatripotential del camp electromagnetic generat pel propi electró.
  - {\displaystyle B_{\mu }} és el camp extern imposat per la font externa.
- m és la massa de l'electró o positró.
- {\displaystyle F_{\mu \nu }=\partial _{\mu }A_{\nu }-\partial _{\nu }A_{\mu }} és el tensor electromagnètic.

L'expansió de la derivada covariant revela una segona forma útil del Lagrangià (camp extern {\displaystyle B_{\mu }} posat a zero per simplificar)
{\displaystyle {\mathcal {L}}=-{\frac {1}{4}}F_{\mu \nu }F^{\mu \nu }+{\bar {\psi }}(i\gamma ^{\mu }\partial _{\mu }-m)\psi -ej^{\mu }A_{\mu }}
on {\displaystyle j^{\mu }} is the conserved {\displaystyle {\text{U}}(1)} corrent que sorgeix del teorema de Noether. Està escrit
{\displaystyle j^{\mu }={\bar {\psi }}\gamma ^{\mu }\psi .}

### Equacions del moviment
L'expansió de la derivada covariant en el Lagrangian dona
{\displaystyle {\mathcal {L}}=-{\frac {1}{4}}F_{\mu \nu }F^{\mu \nu }+i{\bar {\psi }}\gamma ^{\mu }\partial _{\mu }\psi -e{\bar {\psi }}\gamma ^{\mu }A_{\mu }\psi -m{\bar {\psi }}\psi }
{\displaystyle =-{\frac {1}{4}}F_{\mu \nu }F^{\mu \nu }+i{\bar {\psi }}\gamma ^{\mu }\partial _{\mu }\psi -m{\bar {\psi }}\psi -ej^{\mu }A_{\mu }.}
Per simplificar-ho, {\displaystyle B_{\mu }} s'ha posat a zero. Alternativament, podem absorbir {\displaystyle B_{\mu }} en un nou camp de calibre {\displaystyle A'_{\mu }=A_{\mu }+B_{\mu }} i reetiquetar el nou camp com a {\displaystyle A_{\mu }.}
A partir d'aquest Lagrangià, es poden obtenir les equacions de moviment dels camps {\displaystyle \psi } i {\displaystyle A_{\mu }}.